# Kukmirn
Kukmirn (ungarisch Kukmér, Romani Kukmera) ist eine Marktgemeinde mit 2008 Einwohnern (Stand 1. Jänner 2024) im Bezirk Güssing des österreichischen Burgenlandes.

## Geografie
Die Gemeinde liegt im Südburgenland zwischen den Städten Fürstenfeld im Westen und Güssing im Osten, jeweils etwa zehn Kilometer entfernt. Die mittlere Seehöhe ist 240 Meter, die höchste Erhebung, der Hofweinriegel, ist 380 Meter hoch. Fast die Hälfte der Gemeindefläche wird landwirtschaftlich genutzt, rund vierzig Prozent sind bewaldet.

### Gemeindegliederung
Das Gemeindegebiet umfasst folgende vier Ortschaften (in Klammern Einwohnerzahl Stand 1. Jänner 2024):
- Eisenhüttl (140) mit Fedenberg
- Kukmirn (733) mit Buchberg, Hafnergraben, Schermanngraben, Ungerberg, Watzen, Weingartengraben und Zellenberg
- Limbach (563) mit Greutern, Gründelsberg, Haufenberg, Limbacher Berghäuser und Zellenberg
- Neusiedl (572) mit Fedenberg, Heutal, Kroboteck, Ledenberg und Schrötten

Die Gemeinde besteht aus den Katastralgemeinden Eisenhüttl, Kukmirn, Limbach und Neusiedl bei Güssing.
| Deutscher Ortsname    | Ungarischer Ortsname | Kroatischer Ortsname | Ortsname in Romani |
| --------------------- | -------------------- | -------------------- | ------------------ |
| Eisenhüttl            | Kisvaskút            | Jezerjani            | -                  |
| Kukmirn               | Kukmér               | -                    | Kukmera            |
| Limbach im Burgenland | Hárspatak            | -                    | -                  |
| Neusiedl bei Güssing  | Felsőújlak           | -                    | -                  |

### Nachbargemeinden
| Deutsch Kaltenbrunn (Bezirk Jennersdorf) | Rohr, Heugraben                             | Sankt Michael   |
| Rudersdorf (Bezirk Jennersdorf)          | Kompassrose, die auf Nachbargemeinden zeigt | Gerersdorf-Sulz |
| Königsdorf (Bezirk Jennersdorf)          | Eltendorf (Bezirk Jennersdorf)              |                 |

## Geschichte
Kukmirn wird erstmals 1185 in einer Urkunde in einer Grenzbeschreibung über die Grenzen des Klostergutes Güssing gegen Medusbach (Dobersdorf) und Witin (Fedenberg – heute eine Riedbezeichnung) urkundlich erwähnt.
Die Herkunft des Ortsnamens ist nicht bekannt. Die Deutungen reichen vom wildwachsenden Kürbis („Cucurbita“) über die Abstammung von einem ungarischen Adelsgeschlecht („blauer Herzog“) bis hin zu einem Hinweis auf die Kultur der Kelten.
Der Ort Eisenhüttl (Jezerjani) zählt zum Siedlungsgebiet der Burgenlandkroaten. Er wurde – wie viele andere burgenländische Ortschaften – im 16. Jahrhundert von kroatischen Kolonisten neu besiedelt. Die Ortsbevölkerung war noch in der Zwischenkriegszeit überwiegend kroatischsprachig; seit der Nachkriegszeit ist der Anteil der kroatischen Volksgruppe stark rückläufig und lag zuletzt nur mehr bei rund 11 % (2001).
Der Ort Kukmirn gehörte wie das gesamte Burgenland bis 1920/21 zu Ungarn (Deutsch-Westungarn). Seit 1898 musste aufgrund der Magyarisierungspolitik der Regierung in Budapest der ungarische Ortsname Kukmér verwendet werden.
Nach Ende des Ersten Weltkriegs wurde nach zähen Verhandlungen Deutsch-Westungarn in den Verträgen von St. Germain und Trianon 1919 Österreich zugesprochen. Der Ort gehört seit 1921 zum neu gegründeten Bundesland Burgenland (siehe auch Geschichte des Burgenlandes).
Im Zuge des Gemeindestrukturverbesserungsgesetzes vom 1. September 1970 wurden per 1. Jänner 1971 die vordem selbständigen Gemeinden Eisenhüttl, Kukmirn, Limbach und Neusiedl bei Güssing zur Großgemeinde Kukmirn zusammengeschlossen.
1982 erhielt die Gemeinde Kukmirn das Marktrecht verliehen.
Am 1. Juni 2011 wurde vom Gemeinderat das vollständige Übereinkommen über den Plan der Vermögensaufteilung beschlossen und damit die Trennung der Stammgemeinde „Marktgemeinde Kukmirn“ in die neu zu bildenden Gemeinden „Limbach“ und „Kukmirn“ sowie die Stellung des Antrages an die Landesregierung auf Erlassung einer Trennungsverordnung. Das Land lehnte die Trennung jedoch mit Verweis auf eine angeblich nicht gegebene nachhaltige Lebensfähigkeit der Einzelgemeinden Anfang 2012 ab.

## Kultur und Sehenswürdigkeiten

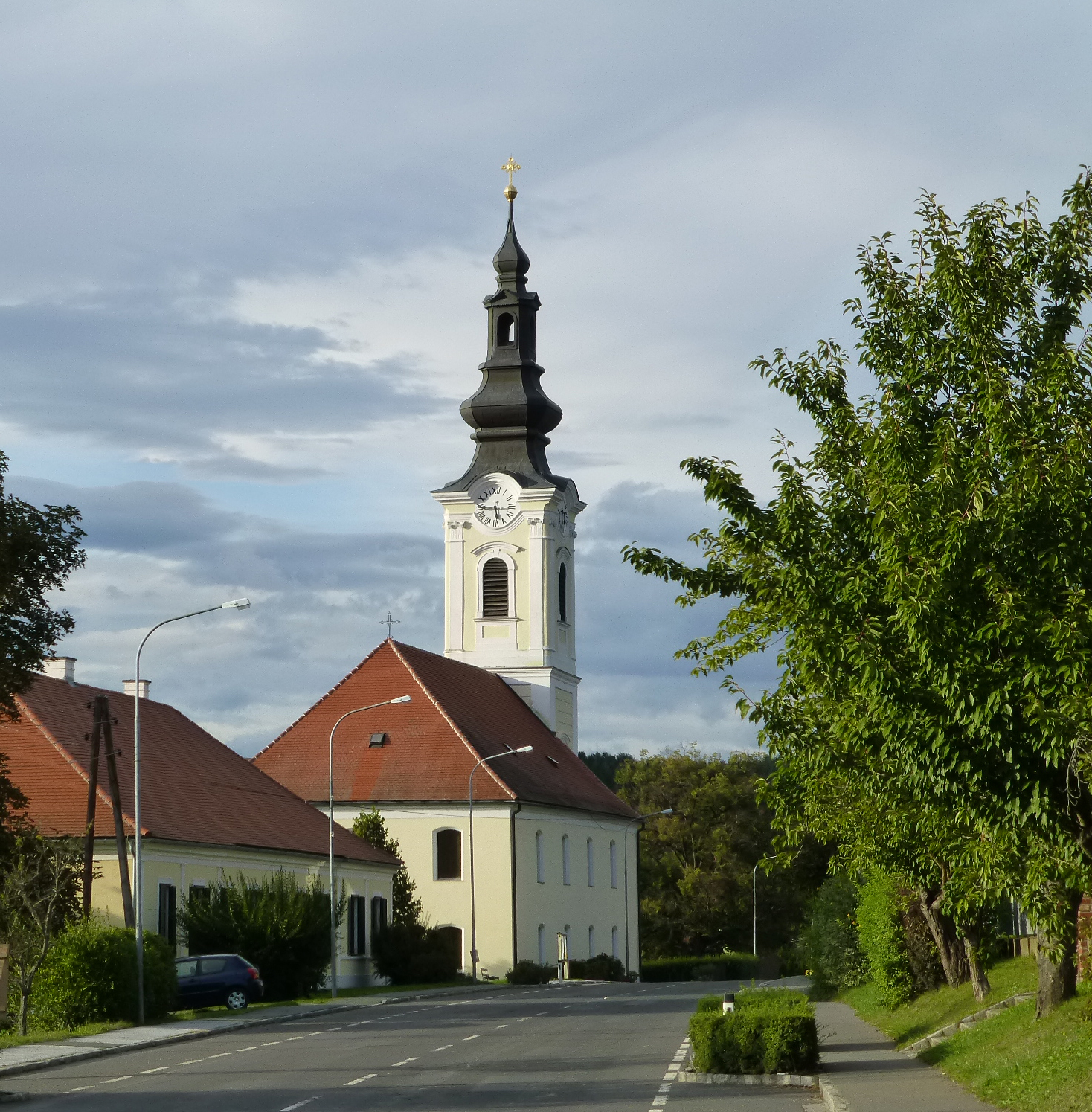
Evangelische Pfarrkirche Kukmirn
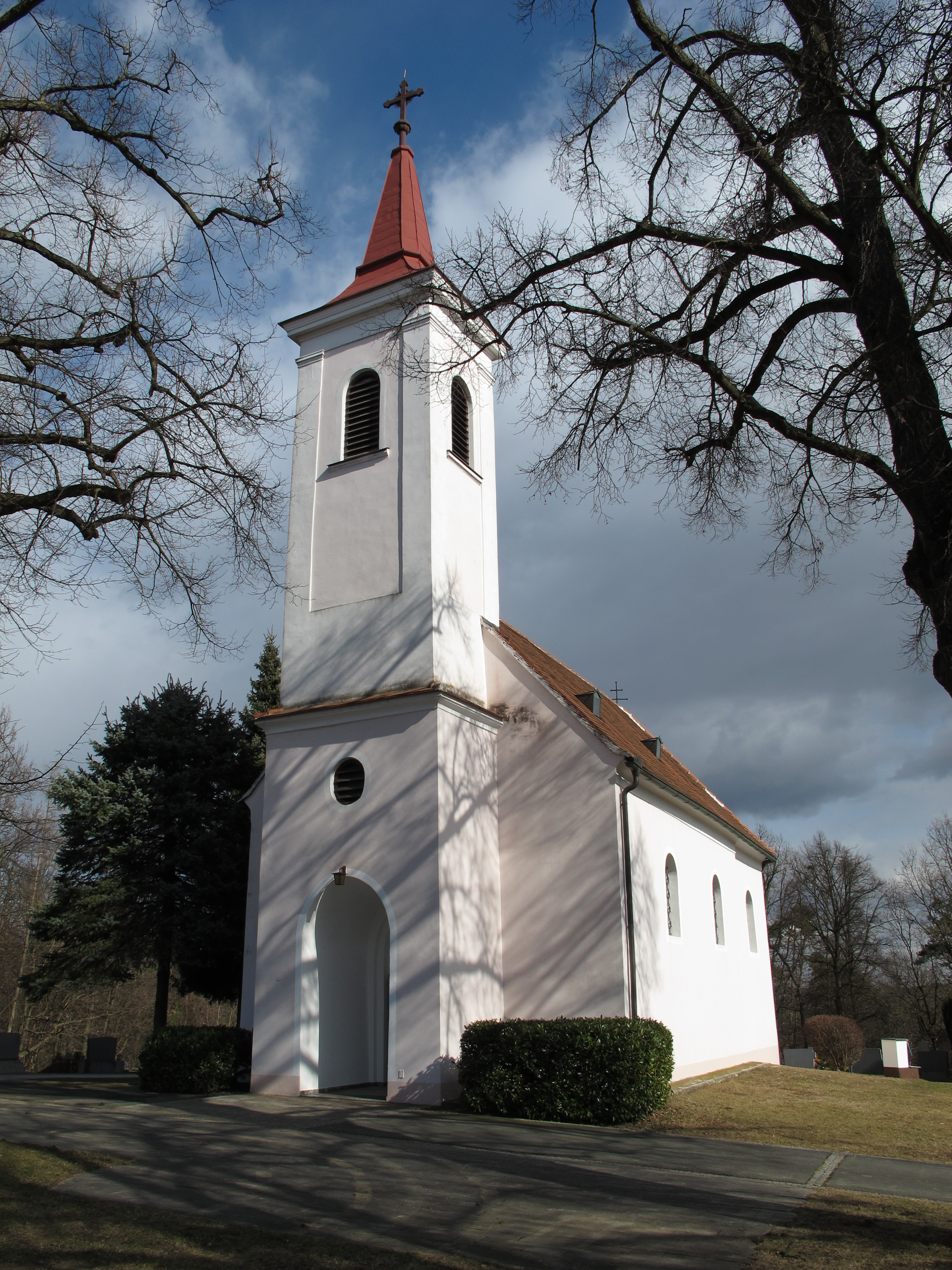
Filialkirche Neusiedl
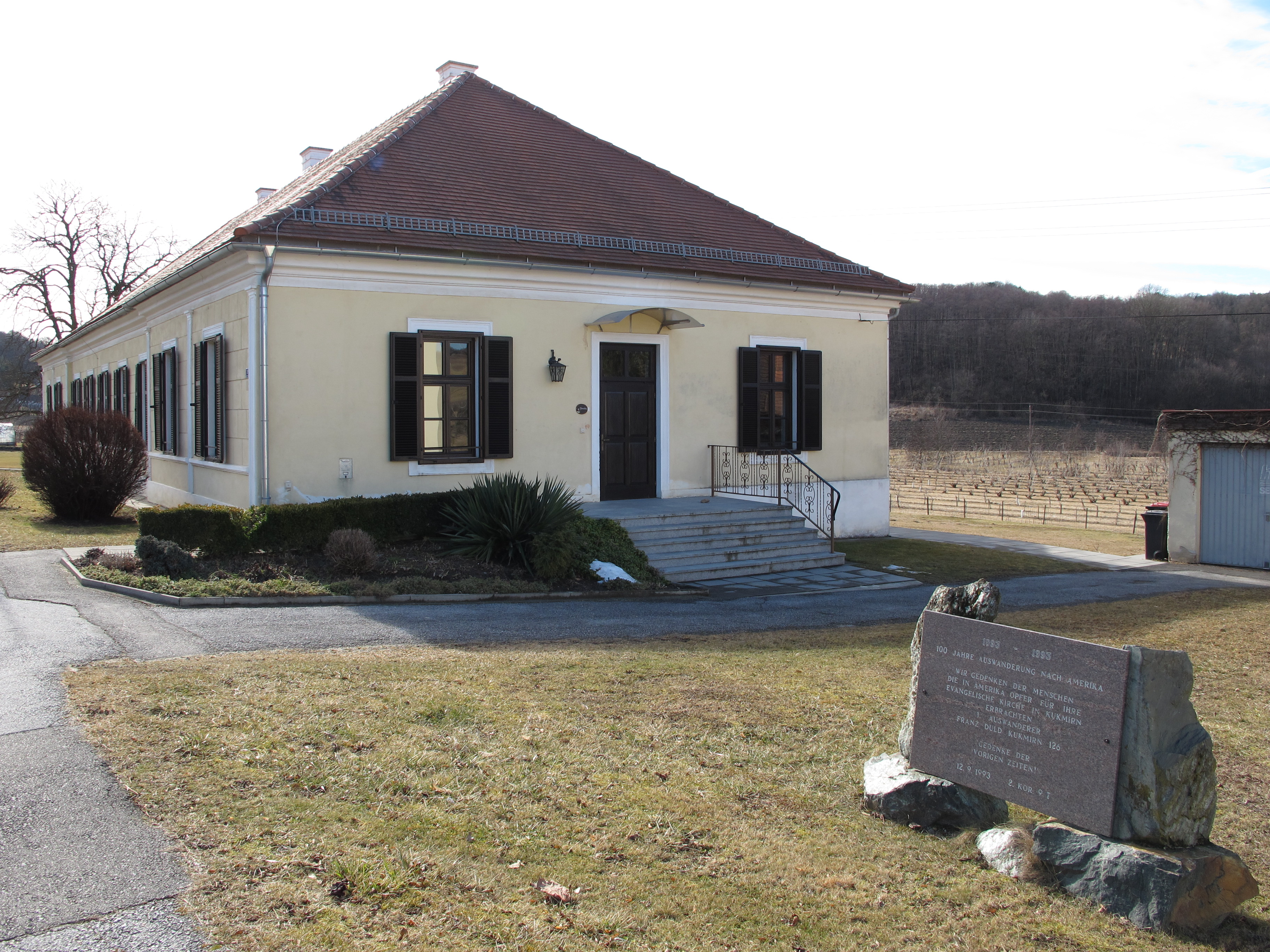
Ehemaliges evangelisches Schul- und Bethaus

- Katholische Pfarrkirche Kukmirn

- Evangelische Pfarrkirche Kukmirn
- Filialkirche Neusiedl
- Ehemaliges evangelisches Schul- und Bethaus

## Politik

### Gemeinderat
Der Gemeinderat umfasst aufgrund der Anzahl der Wahlberechtigten insgesamt 21 Mitglieder.
| Partei          | 2022             | 2022             | 2022             | 2017             | 2017             | 2017             | 2012             | 2012             | 2012             | 2007             | 2007             | 2007             | 2002             | 2002             | 2002             | 1997             | 1997             | 1997             |
| Partei          | Sti.             | %                | M.               | Sti.             | %                | M.               | Sti.             | %                | M.               | Sti.             | %                | M.               | Sti.             | %                | M.               | Sti.             | %                | M.               |
| --------------- | ---------------- | ---------------- | ---------------- | ---------------- | ---------------- | ---------------- | ---------------- | ---------------- | ---------------- | ---------------- | ---------------- | ---------------- | ---------------- | ---------------- | ---------------- | ---------------- | ---------------- | ---------------- |
| ÖVP             | 608              | 44,06            | 9                | 621              | 44,93            | 10               | 727              | 48,08            | 10               | 968              | 67,04            | 15               | 891              | 59,48            | 13               | 855              | 60,51            | 13               |
| BMK A1          | 460              | 33,33            | 7                | 452              | 32,71            | 7                | 416              | 27,51            | 6                | nicht kandidiert | nicht kandidiert | nicht kandidiert | nicht kandidiert | nicht kandidiert | nicht kandidiert | nicht kandidiert | nicht kandidiert | nicht kandidiert |
| SPÖ             | 312              | 22,61            | 5                | 309              | 22,36            | 4                | 349              | 23,08            | 5                | 414              | 28,67            | 6                | 491              | 32,78            | 7                | 392              | 27,74            | 6                |
| FPÖ             | nicht kandidiert | nicht kandidiert | nicht kandidiert | nicht kandidiert | nicht kandidiert | nicht kandidiert | 20               | 1,32             | 0                | 52               | 3,60             | 0                | 116              | 7,74             | 1                | 166              | 11,75            | 2                |
| FBL             | nicht kandidiert | nicht kandidiert | nicht kandidiert | nicht kandidiert | nicht kandidiert | nicht kandidiert | nicht kandidiert | nicht kandidiert | nicht kandidiert | 10               | 0,69             | 0                | nicht kandidiert | nicht kandidiert | nicht kandidiert | nicht kandidiert | nicht kandidiert | nicht kandidiert |
| Wahlberechtigte | 1879             | 1879             | 1879             | 1784             | 1784             | 1784             | 1826             | 1826             | 1826             | 1841             | 1841             | 1841             | 1797             | 1797             | 1797             | 1667             | 1667             | 1667             |
| Wahlbeteiligung | 79,14 %          | 79,14 %          | 79,14 %          | 83,46 %          | 83,46 %          | 83,46 %          | 87,24 %          | 87,24 %          | 87,24 %          | 82,24 %          | 82,24 %          | 82,24 %          | 87,92 %          | 87,92 %          | 87,92 %          | 88,96 %          | 88,96 %          | 88,96 %          |

### Gemeindevorstand
Neben Bürgermeister Werner Kemetter (ÖVP) und Vizebürgermeister Klaus Kroboth (BMK) gehören weiters die geschäftsführenden Gemeinderäte Franz Kropf (ÖVP), Ute Lagler (SPÖ), Julius Reichl (BMK), Siegfried Sinkovits (ÖVP) und Klaus Weber (ÖVP) dem Gemeindevorstand an.
Zum Gemeindekassierin wurde Ute Lagler (SPÖ) und zum Umweltgemeinderat wurde Klaus Weber (ÖVP) vom Gemeinderat gewählt.
Zu Ortsvorstehern wurden ernannt: Siegfried Sinkovits (ÖVP, für Eisenhüttl), Franz Kropf (ÖVP, für Kukmirn) und Klaus Weber (ÖVP, für Limbach). In Neusiedl wird die Funktion von Bürgermeister Werner Kemetter selbst wahrgenommen.

### Bürgermeister
Bürgermeister ist Werner Kemetter (ÖVP). Er siegte bei der Stichwahl 2022 mit 62,62 Prozent der Stimmen.
Nachdem Franz Hoanzl (ÖVP), der seit 26. Februar 2007 der Gemeinde vorstand, bei der Bürgermeisterdirektwahl am 1. Oktober 2017 als Altersgründen nicht mehr antrat, bewarben sich mit Werner Kemetter, Klaus Kroboth (Bürgerliste der Marktgemeinde Kukmirn) und Ute Lagler (SPÖ) drei Kandidaten um seine Nachfolge. Kemetter wurde bereits im ersten Wahlgang von 54,77 % der Wähler das Vertrauen ausgesprochen, womit er die Nachfolge von Hoanzl antrat. Kroboth kam auf 30,64 % und Lagler musste sich mit 14,59 % zufriedengeben. Bürgermeister Kemetter wurde am 10. Oktober 2017 durch die Bezirkshauptfrau Nicole Wild angelobt.
In der konstituierenden Sitzung des Gemeinderats am 23. Oktober 2017 wurde Kroboth zum Vizebürgermeister gewählt.
Seit 1. April 2018 ist Manuela Tanczos Amtsleiterin.

#### Chronik der Bürgermeister
- 1971–1986 Richard Zotter (ÖVP)[19]
- 1986–2007 Reinhold Fiedler (ÖVP)
- 2007–2017 Franz Hoanzl (ÖVP)
- seit 2017 Werner Kemetter (ÖVP)

### Wappen
|  | Blasonierung: „Gespalten von Gold und Rot ein Apfel in verwechselten Farben.“ Der Apfel symbolisiert den Obstanbau in der Region. |